# Sesamia taenioleuca
Sesamia taenioleuca är en fjärilsart som beskrevs av Hans Daniel Johan Wallengren 1866. Sesamia taenioleuca ingår i släktet Sesamia och familjen nattflyn. Inga underarter finns listade i Catalogue of Life.